# Terton
Terton (tyb.: གཏེར་སྟོན་, Wylie: gter ston, ZWPY: Dêrdön) – w buddyzmie tybetańskim, w szczególności w tradycji ningma oraz w tybetańskiej religii bön to tzw. "odkrywca term", ukrytych nauk Buddy w dawnych wiekach.
W buddyzmie tybetańskim wyróżnia się pięciu najważniejszych odkrywców term zwanych "Pięcioma Królami Term":
- Nyang Ral Nyima Özer (1124-1192)
- Guru Chökyi Wangchuk (1212-1270)
- Dorje Lingpa (1346-1405)
- Pema Lingpa (1445/50-1521)
- Padma Ösel Do-ngak Lingpa (Dziamjang Khjentse Wangpo) (1820-1892)

Uznanymi historycznie tertonami byli np. Karmapa Rangdziung Dordże (1284-1339) z tradycji kagju, Drikung Rinchen Phuntsog (1509-?) z tradycji drikung i Wielki Piąty Dalajlama Ngałang Lobsang Gjaco (1617-1682) z tradycji gelug. Poza tym obok buddyzmu również istnieją tertoni w religii bön.
Obecnie najbardziej znanym zbiorem term jest kolekcja tertona Dziamgon Kongtrul Lodro Thaje (1813 - 1899) "Skarbnica Drogocennych Term" (ang.: The Treasury of Precious Termas; transliteracja Wyliego: rin chen gter mdzod). Jednym z największych współczesnych tertonów był J.Ś. Dudziom Rinpocze (1904-1987).